# Anzoátegui (Tolima)
Pour les articles homonymes, voir Anzoátegui.
Anzoátegui est une municipalité colombienne située dans le département de Tolima.